# Dhanus afghanicus
Dhanus afghanicus är en spindeldjursart som beskrevs av Beier 1959. Dhanus afghanicus ingår i släktet Dhanus och familjen Ideoroncidae. Inga underarter finns listade i Catalogue of Life.